# Гаулли, Джованни Баттиста
Джованни Баттиста Гаулли (итал. Giovanni Battista Gaulli; 8 мая 1639, Генуя — 2 апреля 1709, Рим) — итальянский живописец эпохи барокко, более известный по прозванию Бачиччио, или Бачиччья ((итал. Bacicciа) — шутливое прозвание, на генуэзском диалекте означает «генуэзец» (уменьш. от «giambattista»).
Дж. Б. Гаулли работал главным образом в Риме как мастер фресковой росписи и портретной живописи переходного периода от барокко к рококо. Известен иллюзионистскими росписями плафона церкви Иль-Джезу в Риме. На его творчество оказал влияние Джан Лоренцо Бернини.

## Биография
Гаулли родился в Генуе, его родители умерли во время эпидемии чумы 1654 года. Учился живописи у Лучано Борзоне. В середине XVII века Генуя была одним из художественных центров, открытых для космополитических влияний, в том числе культур североевропейских стран с некатолическим населением: Северной Германии, Голландии, Англии. Такие художники, как П. П. Рубенс и А. Ван Дейк работали в Генуе в течение нескольких лет. На формирование индивидуального стиля живописи Гаулли оказывали влияние Бернардо и Валерио Кастелло, Дж. Б. Кастильоне, Б. Строцци, а также произведения Рафаэля и художников болонской школы.
В 1653 году Гаулли переехал в Рим, его заметил генуэзский торговец картинами Пеллегрино Пери, который познакомил художника с Джан Лоренцо Бернини. Знаменитый Бернини помогал Гаулли в получении заказов. Гаулли также нашел покровителя в лице генуэзца, иезуита, одиннадцатого Генерала Общества Иисуса (ордена иезуитов) Джованни Паоло Олива. В 1662 году Гаулли стал членом Академии Святого Луки в Риме, а в 1674 его избрали президентом (рrincipi) Академии.

## Творчество
В 1663 году Гаулли получил свой первый крупный заказ на создание алтаря церкви Сан-Рокко в Риме. В ранних произведениях Гаулли — картинах на мифологические и библейские сюжеты — ощущается влияние Рубенса и Ван Дейка.
Однако после посещения Пармы в 1669 году и изучения росписей купола Пармского собора работы Корреджо, индивидуальный стиль Гаулли приобрёл более свободный, живописный характер, а манера «pittura di sotto in su» («письмо снизу вверх, под потолок»), использованная Корреджо, будет с блеском продемонстрирована в его более поздних произведениях.
К первой половине XVII века было завершено оформление интерьеров крупных «материнских» церквей орденов контрреформации: иезуитов (Сант-Андреа-аль-Квиринале), театинцев и ораторианцев (Санта-Мария-ин-Валичелла, Ораторио-дей-Филиппини). Но два самых главных храма, принадлежавших Обществу Иисуса: Сант-Иньяцио и Иль-Джезу, хотя и были богаты мрамором и камнем, оставались ещё без внутреннего убранства. Благодаря поддержке Бернини и Олива росписи церкви Иль-Джезу поручили 22-летнему Гаулли.
Гаулли украсил весь купол, включая лантерну и пандативы, центральный свод, ниши в окнах и потолки трансептов. Основная живописная композиция «Триумф имени Иисуса» занимает свод нефа. Она создана в 1672—1679 в манере «тромплёй» (фр. trompe-l'œil — «обманчивый глаз», «обманчивая видимость») — разновидности перспективных плафонных росписей, известных под названием (итал. pittura di sotto in sù — «живопись под потолок», или «снизу вверх»). Программу росписи, вероятно, сочиняли Бернини и Олива. Созданный Гаулли эффект, вдохновленный творчеством Бернини, побудил критиков называть Гаулли «Бернини в красках» или «выразителем идей» гения итальянского барокко.

## Галерея
- Ринальдо и Армида. Между 1680 и 1685. Холст, масло. Музей искусств Блэнтона, Остин, Техас, США
- Триумф имени Иисуса. Роспись свода церкви Иль-Джезу. 1672—1677. Фреска. Рим
- Мадонна с Младенцем и Святой Анной. 1671—1675. Холст, масло. Капелла Палуцци-Альбертони церкви Сан-Франческо-а-Рипа, Рим
- Иосиф узнаёт своих братьев. Холст, масло. Музей Феша, Аяччо, Корсика
- Портрет папы Климента IX. Между 1667 и 1669. Холст, масло. Палаццо Барберини, Рим
- Портрет папы Александра VII. Холст, масло. Национальная галерея зарубежного искусства, София, Болгария
- Видение Святого Франциска Ксаверия. Ок. 1675. Холст, масло. Пинакотека, Ватикан
- Блаженная Людовика Альбертони раздаёт милостыню. 1670. Холст, масло. Центр Гетти, Лос-Анджелес, США
- Пьета. 1667. Холст, масло. Палаццо Барберини, Рим

## Избранные произведения

### Монументальные росписи
- «Триумф имени Иисуса». Роспись свода церкви Иль-Джезу. Рим. 1672—1677
- Росписи пандативов купола на тему «Добродетели кардиналов» в церкви Сант-Аньезе-ин-Агоне. Рим. 1662—1672

### Портреты
- Папы римские:
  - Александр VII
  - Климент IX
  - Климент X
  - Иннокентий XI
  - Александр VIII
  - Иннокентий XII
  - Климент XI
- Джанлоренцо Бернини (1665)
- Леопольдо Медичи (ок. 1675)
- Автопортрет (1667/1668)

### Картины на библейские сюжеты
- Брак в Кане Галилейской
- Иоанн Креститель в пустыне (ок. 1671)
- Иоанн Креститель (ок. 1676)
- Поклонение тельцу (1683)